# Arnoud Engelfriet

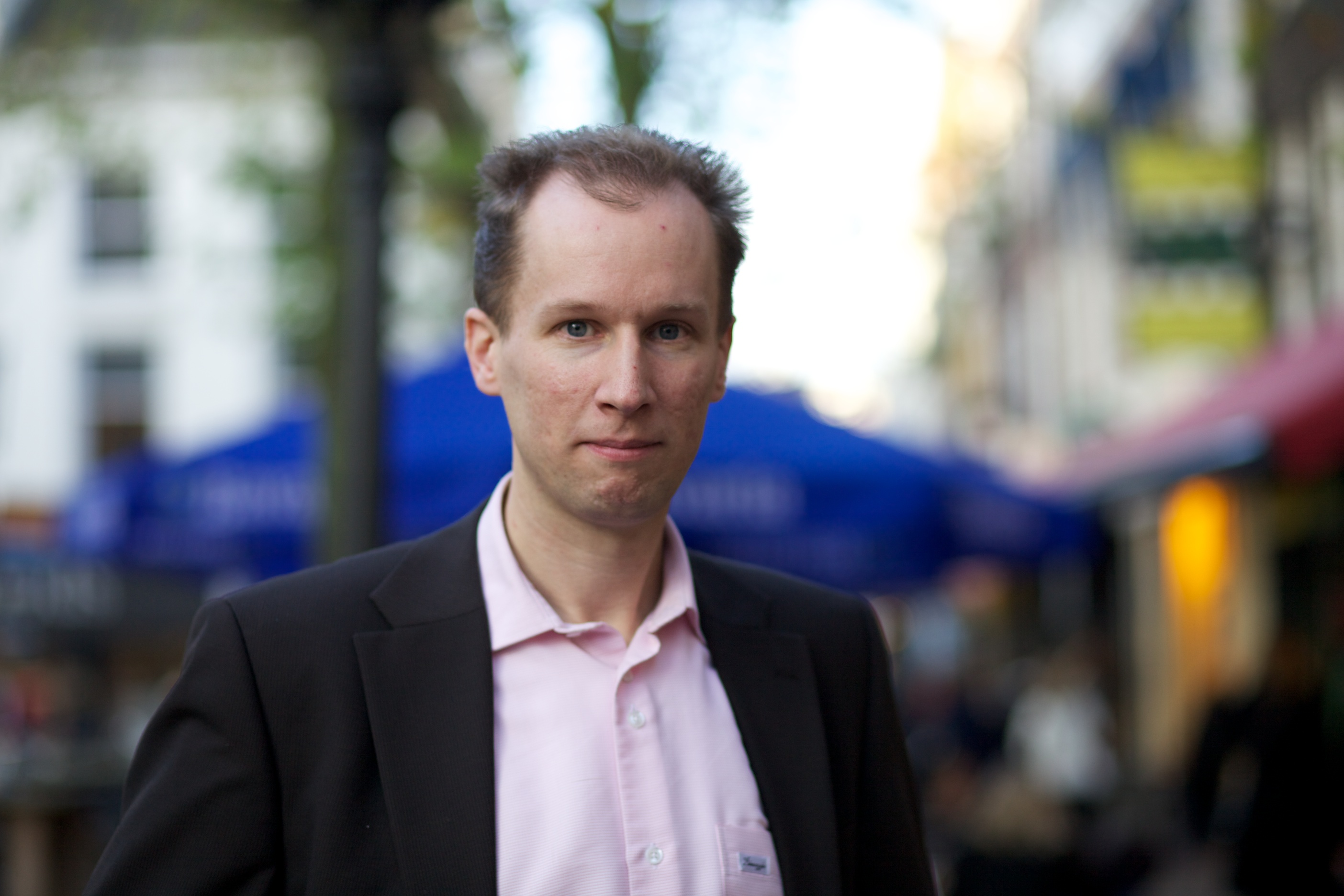
Arnoud Engelfriet in 2010

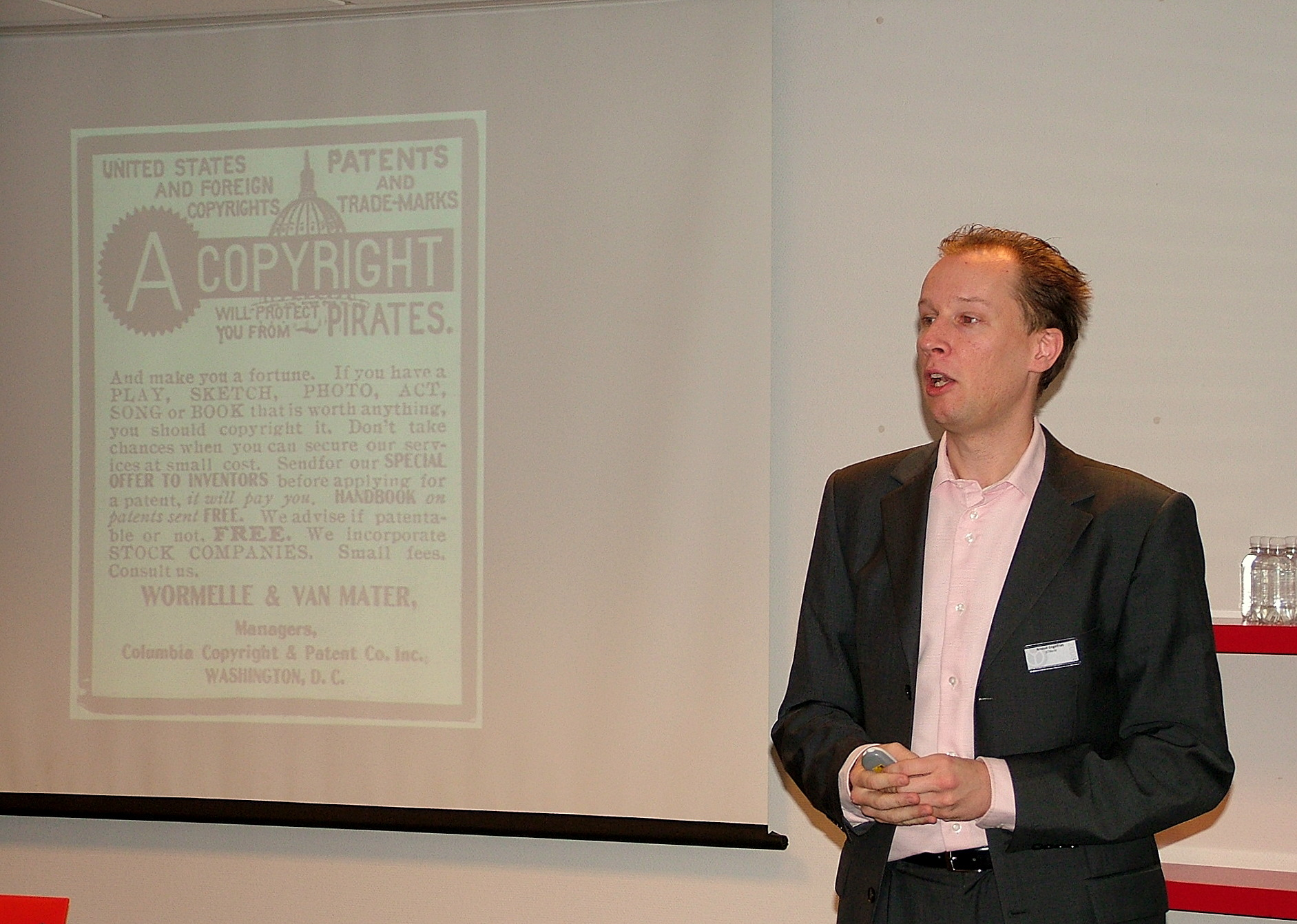
Engelfriet als spreker op een Wikimedia-bijeenkomst in 2008

Arnoud Peter Engelfriet (1974) is een Nederlands informaticus en jurist en een deskundige op het gebied van recht en internet. Hij treedt op als spreker en publicist.

## Werk
Engelfriet studeerde van 1993 tot 1999 informatica aan de Technische Universiteit Eindhoven (TU/e). Na zijn studie werd hij octrooigemachtigde bij Philips op de afdeling Intellectual Property and Standards (IP&S), waar hij zich richtte op wetgeving en licentiëring van software, met name opensourcesoftware. In 2004 gaf hij voor de Philips IP Academy een cursus intellectueel eigendom en recht aan de universiteiten van Renmin en Tsinghua in de Chinese hoofdstad Peking. 
In 2008 verliet hij Philips om partner te worden bij het juridisch adviesbureau ICTRecht in Amsterdam. In 2019 was hij daar directeur.
In december 2001 startte Engelfriet een weblog over onlinerecht onder de titel Ius Mentis (potjeslatijn voor "het recht van de geest"). Hij rondde vervolgens een avondstudie rechten af in 2008 met een master informatierecht aan het Instituut voor Informatierecht van de Universiteit van Amsterdam (UvA).
Engelfriet is bestuurslid van de Stichting Copyright en Nieuwe Media. In 2011 werd hij bestuurslid van de Stichting Continuïteit Internetdiensten. Tevens is hij part-time docent aan de Vrije Universiteit Amsterdam.

## Media
Engelfriet treedt regelmatig op in de media over juridische ICT-zaken.

Hij sprak meermaals over de gevolgen van een downloadverbod. Uit een gehouden onderzoek in 2010 in opdracht van de stichting Copyright en Nieuwe Media, waar Engelfriet bestuurslid van is, bleek dat consumenten niet meer films of muziek gingen kopen bij een downloadverbod. Volgens hem heeft de entertainmentindustrie onvoldoende gezorgd voor een legaal aanbod, waar veel consumenten naar vragen. Ook op het gebied van de AVG geeft Engelfriet regelmatig zijn mening.